# Alstroemeria ligtu
Espèce
Classification APG III (2009)

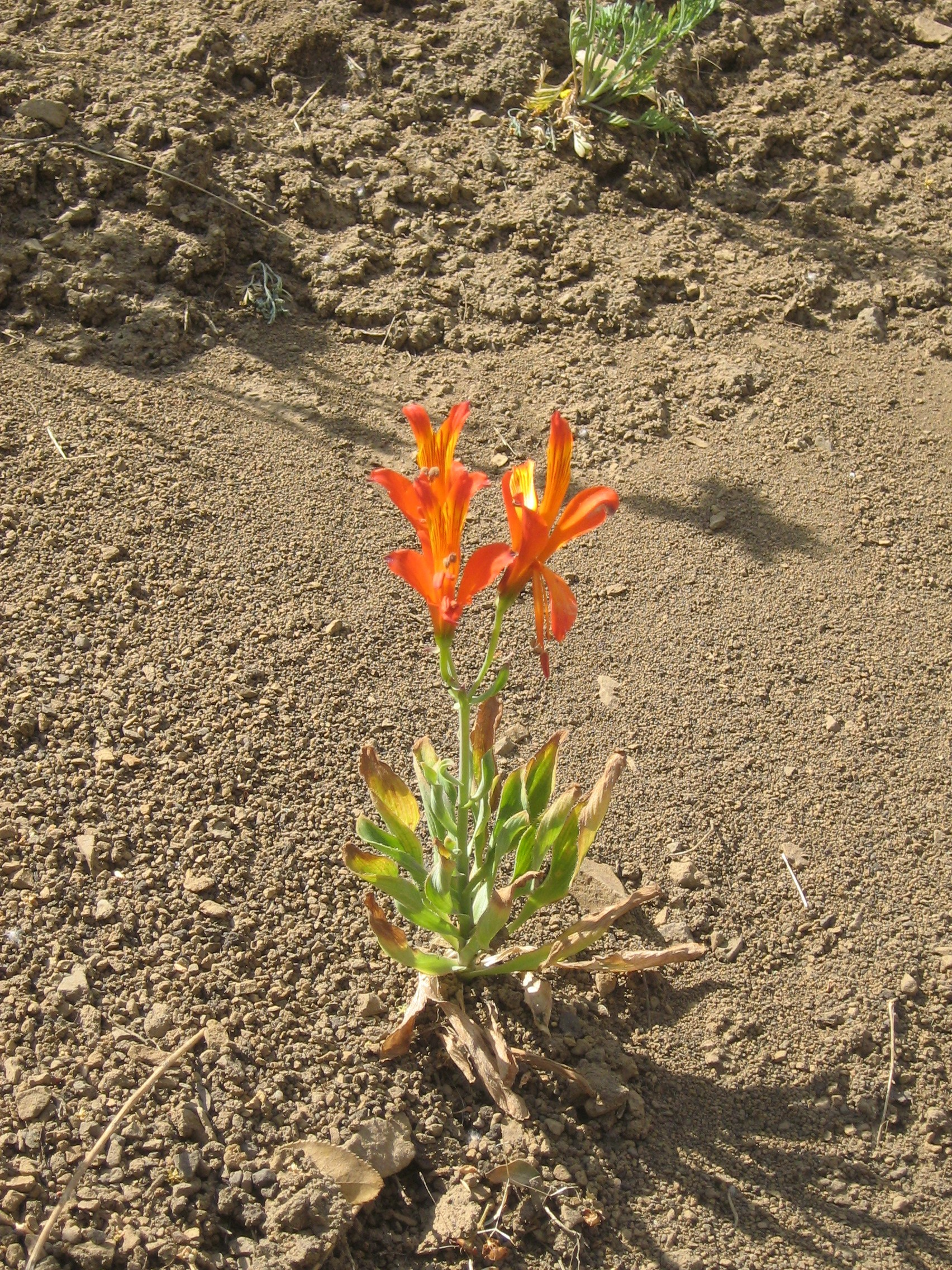
Alstroemeria ligtu au Chili

Alstroemeria ligtu est une espèce de plantes à fleurs de la famille des Alstroemeriaceae selon la classification phylogénétique et des Liliaceae selon la classification classique de Cronquist (1981). Plante herbacée vivace originaire du Chili et du Pérou, elle prospère à proximité des ruisseaux.

## Utilisation
Une fécule appelée chuno est extraite des tubercules pour faire des bouillies et des potages. Il existe quelques cultivars. D'autres espèces proches sont aussi consommées au Chili et au Pérou comme Alstroemeria haemantha, Alstroemeria revoluta, Alstroemeria versicolor.

## Liste des sous-espèces
Selon World Checklist of Selected Plant Families (WCSP) (27 sept. 2011) :
- Alstroemeria ligtu subsp. incarnata Ehr.Bayer
- Alstroemeria ligtu subsp. ligtu
- Alstroemeria ligtu subsp. simsii (Spreng.) Ehr.Bayer
- Alstroemeria ligtu subsp. splendens Muñoz-Schick

## Synonyme
- Alstroemeria haemantha Ruiz & Pav.  (encore considérée comme espèce valide à part entière par certains auteurs)